# Cros-de-Ronesque
Cros-de-Ronesque település Franciaországban, Cantal megyében. Lakosainak száma 147 fő (2022. január 1.). Cros-de-Ronesque Taussac, Badailhac, Carlat, Labrousse, Raulhac és Vezels-Roussy községekkel határos.

## Népesség
A település népességének változása:
| Lakosok száma | 318  | 200  | 166  | 123  | 138  | 141  | 143  | 147  | 146  | 147  |
|               | 1968 | 1982 | 1990 | 2006 | 2013 | 2015 | 2017 | 2019 | 2020 | 2022 |